# Inês Castel-Branco
Maria Inês da Costa Caldeira de Castel-Branco (Lisboa, 25 de fevereiro de 1982) é uma atriz portuguesa. 

## Biografia e carreira
Maria Inês da Costa Caldeira Castel-Branco, nasceu em Lisboa, no dia 25 de fevereiro de 1982. É filha da jornalista Luísa Castel-Branco e de António de Castel-Branco.
Fez o Curso de Digital Filmmaking na New York Film Academy (duração: 12 semanas) com estágio no Departamento de Guionismo da produtora SP Televisão, um workshop de Interpretação Dramática, formação na ACT- Escola de Actores, Curso de Técnicas de TV e Cinema, workshops com Nelson Rodriguez e acting.
Estreou-se como atriz em 2000, ao fazer uma pequena participação na série juvenil da SIC, Uma Aventura. Em 2001, entrou nas séries Teorema de Pitágoras e O Bairro da Fonte, também na SIC. No mesmo ano, ganha mais destaque na área da representação ao integrar o elenco da telenovela Filha do Mar, no papel de Mariana Santos na TVI, de seguida transita para a novela Tudo por Amor.
Estreia-se no teatro em 2000, com a peça Cenas Submersas, de Nelson Rodrigues. Em 2001, integrou a peça Confissões de Adolescentes.
Esteve na TVI entre 2002 e 2007, tendo integrado o elenco de séries e novelas, como Coração Malandro, Queridas Feras, Os Batanetes, Morangos com Açúcar ou Doce Fugitiva.
No cinema, estreou-se em 2006, no filme A Lei dos Outros, seguindo-se outros, como, por exemplo,  Burning Room (2008), Body Water (2008),  Love is in the Air (2009) ou Vendedor de Sonhos (2011). 
Entre 2007 e 2008, fez parte do elenco do remake da telenovela da RTP1, Vila Faia e da série Liberdade 21, também na estação pública.
Em 2009, regressa à SIC, onde foi uma atriz exclusiva e um rosto importante e frequente na ficção da estação até 2020. No regresso ao canal do Grupo Impresa, começa por fazer uma participação especial em Perfeito Coração.
Em 2011, deu vida à cómica Carmen Conde na novela Rosa Fogo. No mesmo ano, entrou nas peças 39 Degraus, com encenação de  Cláudio Hochman e As Lágrimas Amargas de Petra Von Kant, encenado por António Ferreira, no Teatro Nacional D. Maria II.
Co-protagoniza, em 2013 Sol de Inverno e, em 2014, regressa aos papéis cómicos em televisão, na novela líder absoluta de audiências Mar Salgado, ambas na SIC. Ainda em 2014, participa no filme Mau Mau Maria.
Em 2015, protagoniza o teatro musical A Pipi das Meias Altas. Ainda no teatro seguem-se Terror e Miséria no Terceiro Reich (2019),  A Peça que dá Para o Tort (2020), Fazer um Alfabeto de Aniversário (2022) ou A Médica (2024).
Em 2016, foi a grande vilã da novela da SIC, Amor Maior, no papel de Francisca Alves Arnauth.
Protagonizou o filme Snu, em 2019, onde interpretou Snu Abecassis, esposa de Francisco Sá Carneiro. No mesmo ano, reforça a novela da SIC, Nazaré.
Após onze anos ligada exclusivamente à SIC, em 2020, é anunciada a contratação da atriz pela TVI, estação televisiva onde não trabalhava desde 2007. Nesta estação começa por protagonizar a novela Para Sempre, em 2021 e, em 2024 interpretou Laurinda Vasconcelos em Cacau.
Desde o fim da década de 2010 que Castel-Branco dá voz a anúncios televisivos e radiofónicos da operadora multimédia MEO. Terminou a sua colaboração com a marca em 2024 tendo sido substituída por Kelly Bailey.
No dia 16 de Dezembro de 2024, inicia um novo projeto, narrando o podcast " A caça ao estripador de Lisboa", um podcast onde se relatam os terrores vividos em Lisboa, pelo assassino que estripava as suas vitimas, há 30 anos atrás (2025).

## Vida pessoal
É filha de Luísa Castel-Branco, que já era uma figura pública aquando da ascensão de Inês à fama.
Inês Castel-Branco teve uma relação de 9 anos com Filipe Pinto Soares, de quem tem um filho, Simão, nascido a 11 de outubro de 2010 (14 anos).

## Filmografia

### Televisão
| Ano                       | Projeto                             | Papel                                | Notas                 | Canal            |
| ------------------------- | ----------------------------------- | ------------------------------------ | --------------------- | ---------------- |
| 2000                      | Uma Aventura na Quinta das Lágrimas | Inês                                 | Participação especial | SIC              |
| 2001                      |                                     |                                      |                       | SIC              |
| O Bairro da Fonte         |                                     |                                      |                       | SIC              |
| Episódio Maldita Pastilha |                                     |                                      |                       | SIC              |
| Super Pai                 | Olga                                | Participação especial                | TVI                   |                  |
| 2001 - 2002               | Filha do Mar                        | Mariana Santos                       | TVI                   | Elenco principal |
| 2002                      | Sabor da Paixão                     | Eduarda                              | Participação especial | Rede Globo       |
| 2002 - 2003               | Tudo por Amor                       | Mariana Aguiar                       | Elenco principal      | TVI              |
| 2003                      | Coração Malandro                    | Helena «Lena»                        | Elenco principal      | TVI              |
| 2003 - 2004               | Queridas Feras                      | Rosalinda «Linda» Rosado             | Elenco principal      | TVI              |
| 2004                      | Inspector Max                       | Caetana                              | Atriz Convidada       | TVI              |
| 2004 - 2005               | Os Batanetes                        | Lucinda Maria Lucas Peixoto Batanete | Elenco Principal      | TVI              |
| 2005 - 2006               | Morangos com Açúcar                 | Alice Esteves                        | Elenco Principal      | TVI              |
| 2006 - 2007               | Doce Fugitiva                       | Júlia Bello                          | Antagonista           | TVI              |
| 2007 - 2008               | Vila Faia                           | Mariette Conceição                   | Elenco principal      | RTP1             |
| 2008                      | Liberdade 21                        | Vera Tavares                         | Elenco principal      | RTP1             |
| 2010                      | Cidade Despida                      | Cláudia                              | Atriz convidada       | RTP1             |
| 2010                      | Maternidade                         | Marina Rocha                         | Atriz convidada       | RTP1             |
| 2010                      | Perfeito Coração                    | Benedita Vasconcelos                 | Participação Especial | SIC              |
| 2010                      | Lua Vermelha                        | Helena                               | Participação Especial | SIC              |
| 2011                      | Laços de Sangue                     | Mónica                               | Participação Especial | SIC              |
| 2011 - 2012               | Rosa Fogo                           | Carmen Conde                         | Elenco principal      | SIC              |
| 2013                      | Vale Tudo (1.ª temporada)           | Ela própria                          | Elenco fixo           | SIC              |
| 2013 - 2014               | Sol de Inverno                      | Teresa Teles de Aragão               | Co-Protagonista       | SIC              |
| 2014                      | Vale Tudo (2.ª temporada)           | Ela Própria                          | Elenco Fixo           | SIC              |
| 2014 - 2015               | Mar Salgado                         | Cristina Maria Santos «Tina»         | Coadjuvante           | SIC              |
| 2016 - 2017               | Amor Maior                          | Francisca Alves Arnaut               | Antagonista           | SIC              |
| 2019 - 2020               | Nazaré                              | Laura Vaz                            | Elenco principal      | SIC              |
| 2021 - 2023               | Para Sempre                         | Clara Sampaio de Menezes             | Protagonista          | TVI              |
| 2024                      | A Filha                             | Anabela                              | Elenco principal      | TVI              |
| 2024                      | Cacau                               | Laurinda Vasconcelos «Lala»          | Elenco principal      | TVI              |
| 2024                      | Morangos com Açúcar                 | Alice Esteves                        | Participação especial | TVI              |

### Cinema
- Mau Mau Maria, 2014
- Snu, 2019
- Pôr do Sol: O Mistério do Colar de São Cajó, 2023